# Inna Suslina
Inna Jewgienjewna Suslina; ros. Инна Евгеньевна Суслина; ur. 5 stycznia 1979 w Taszkencie) – urodzona w Uzbekistanie piłkarka ręczna reprezentacji Rosji. Gra na pozycji bramkarki. Obecnie występuje w rosyjskim NP GK Rostów nad Donem. Podczas Igrzysk Olimpijskich 2008 w Pekinie zdobyła srebrny medal. Czterokrotnie zdobywała mistrzostwo świata w: 2001 we Włoszech, 2005 w Rosji, 2007 we Francji i 2009 w Chinach.
Suslina została odznaczona tytułem Zasłużonego Mistrza Sportu. Dwukrotnie została odznaczona Orderem „Za zasługi dla Ojczyzny” II klasy 22 lutego 2004 r. oraz 2 sierpnia 2009 r.

## Kluby
- 1997-1998  Rostselmasz Rostów nad Donem
- 1998-2001  AGU ADYIF Majkop
- 2001-2004  HC Łada Togliatti
- 2004-2008  GOG Svendborg TGI
- 2008-2010  Zwiezda Zwienigorod
- 2010-          NP GK Rostów nad Donem

## Sukcesy
- 2001:  mistrzostwo Świata (Włochy)
- 2002, 2003, 2004:  mistrzostwo Rosji
- 2005:  mistrzostwo Świata (Rosja)
- 2005:  puchar Danii
- 2006:  mistrzostwo Europy (Szwecja)
- 2007:  mistrzostwo Świata (Francja)
- 2008:  wicemistrzostwo olimpijskie (Pekin)
- 2008:  brązowy medal mistrzostw Europy (Macedonia)
- 2009:  mistrzostwo Świata (Chiny)
- 2009, 2010:  puchar Rosji
- 2009, 2010:  wicemistrzostwo Rosji
- 2014, 2015, 2016:  brąz Ligi Mistrzyń

## Nagrody indywidualne
- 2006: najlepsza bramkarka mistrzostw Europy
- 2009: najlepsza bramkarka mistrzostw świata

## Odznaczenia
- Odznaczona tytułem Zasłużonego Mistrza Sportu.
- Order „Za zasługi dla Ojczyzny” II klasy (22 lutego 2004)
- Order „Za zasługi dla Ojczyzny” II klasy (2 sierpnia 2009) – za zdobycie wicemistrzostwa olimpijskiego w 2008 w Pekinie.